# MOT SlideShow

SLS-Bild des DLFs mit Schlagzeile

Mit MOT SlideShow (oftmals mit SLS abgekürzt) wird ein Zusatzdienst des Digitalradios DAB bezeichnet. Parallel zum laufenden Programm werden dabei nacheinander – beispielsweise im Abstand von einer halben Minute – Standbilder übertragen, die nach dem vollständigen Empfang auf dem Grafikdisplay des DAB-Radios angezeigt werden. Radioanbieter können so Zusatzinformationen grafisch aufbereitet an ihre Hörer übertragen. Die Bilder werden dabei vollständig via DAB übertragen, so dass bis auf ein SLS-taugliches Empfangsgerät keine weiteren Voraussetzungen für den Empfang bestehen. Slideshows können von DAB-Radios mit TFT-Display angezeigt werden, von Radios mit segmentierten Textdisplays hingegen nicht.

## Übertragene Inhalte
Je nach Radiosender werden Bilder mit unterschiedlichen Inhalten übertragen, darunter z. B. Logos, Album-Cover, Bilder einer Studio-Webcam, auch Texte zu Musiktitel oder Sendung oder auch Nachrichten und Serviceinformationen.
Manche Anbieter übertragen lediglich statische Inhalte, wie beispielsweise ein wechselndes Senderlogo mit zugehörigem Slogan.

Demonstration der catSLS anhand von SWR3

## Kategorisierte Slideshow
Da die Standbilder nacheinander übertragen werden, muss ein Hörer gegebenenfalls mehrere Minuten warten, bis ein Bild mit der gewünschten Information empfangen und angezeigt wird. Bei der kategorisierten Slideshow (catSLS) überträgt ein Anbieter daher zu jedem Bild zusätzlich eine Kategorie, sowie eine Indexnummer des Bildes innerhalb der Kategorie. Ein entsprechendes Empfangsgerät hält alle bisher empfangenen Bilder im Speicher vor – über das Gerät der Hörer ist in der Lage, zwischen den Kategorien und ihren Bildern zu navigieren und kann die gewünschte Information schneller abrufen. Neu eintreffende Bilder, die in Kategorie und Indexnummer mit einem bereits gespeicherten Bild identisch sind, ersetzen das alte Bild, so dass auf diese Weise alle Inhalte aktuell gehalten werden.
Des Weiteren kann zu jedem Bild auch eine URL übertragen werden, unter der weiterführende Informationen abrufbar sind (ClickThroughURL).
Nachdem die kategorisierte Slideshow auf der IFA 2012 vorgestellt wurde, ist sie seit Ende Mai 2013 offiziell spezifiziert. Seit ca. Anfang Februar 2013 überträgt der SWR in seinen DAB-Ensembles entsprechende Metadaten. Mittlerweile tun dies ebenso die meisten anderen ARD-Programme und der Deutschlandfunk sowie das Schlagerparadies.
Als eigenständige DAB-Radios unterstützen bisher lediglich das TechniSat DigitRadio 300 C sowie das DigitRadio 500 die kategorisierte Slideshow. Daneben unterstützen viele Autoradios, die werkseitig durch den Hersteller integriert werden, dieses Feature.

## Technische Realisierung
Die einzelnen Bilder können sowohl im JFIF- als auch im PNG-Format vorliegen. Im Simple Profile ist dabei eine maximale Bildgröße von 50 KB erlaubt; empfohlen wird generell eine Auflösung von 320 × 240 Pixeln. Die Bilder werden segmentiert über das Multimedia Object Transfer-Protokoll (MOT) im weniger aufwändigen Header Mode übertragen. Die MOT-Pakete wiederum werden in den Nutzdatenanteil (X-PAD) des Audio-Datenstroms eingebettet – alternativ ist auch eine Übertragung als eigenständiger Datenservice möglich.